# 杜玥
杜玥（1998年2月15日—），湖北人，中国女子羽毛球运动员。就讀北京体育大学。

## 簡歷
2014年2月，杜玥代表国家队參加臺北市舉行的亞洲青年羽毛球錦標賽，與李茵晖合作贏得女子雙打比賽亞軍。同年4月，她們又參加馬來西亞亞羅士打舉行的世界青年羽毛球錦標賽，贏得女子雙打比賽季軍。
2023年4月，杜玥與新搭檔陳芳卉在西班牙馬德里羽毛球大師賽決賽以1比2（8-21、21-16、18-21）不敵隊友刘圣书／谭宁。

## 主要比賽成績
只列出曾進入準決賽的國際賽事成績：
| 年份   | 賽事                         | 公開賽級別 | 項目     | 搭檔   | 成績   |
| ------ | ---------------------------- | ---------- | -------- | ------ | ------ |
| 2014年 | 亞洲青年羽毛球錦標賽         | 其他       | 混合團體 | －     | 金牌   |
| 2014年 | 亞洲青年羽毛球錦標賽         | 其他       | 女子雙打 | 李茵晖 | 銀牌   |
| 2014年 | 世界青年羽毛球錦標賽         | 其他       | 混合團體 | －     | 金牌   |
| 2014年 | 世界青年羽毛球錦標賽         | 其他       | 女子雙打 | 李茵晖 | 銅牌   |
| 2015年 | 亞洲青年羽毛球錦標賽         | 其他       | 混合團體 | －     | 金牌   |
| 2015年 | 亞洲青年羽毛球錦標賽         | 其他       | 女子雙打 | 李茵晖 | 金牌   |
| 2015年 | 亞洲青年羽毛球錦標賽         | 其他       | 混合雙打 | 何济霆 | 銅牌   |
| 2015年 | 世界青年羽毛球錦標賽         | 其他       | 混合團體 | －     | 金牌   |
| 2015年 | 世界青年羽毛球錦標賽         | 其他       | 女子雙打 | 李茵晖 | 銀牌   |
| 2015年 | 世界青年羽毛球錦標賽         | 其他       | 混合雙打 | 何济霆 | 銀牌   |
| 2016年 | 馬來西亞羽毛球大師賽         | 黃金大獎賽 | 女子雙打 | 李茵晖 | 準決賽 |
| 2016年 | 亞洲青年羽毛球錦標賽         | 其他       | 混合團體 | －     | 金牌   |
| 2016年 | 亞洲青年羽毛球錦標賽         | 其他       | 女子雙打 | 徐涯   | 金牌   |
| 2016年 | 亞洲青年羽毛球錦標賽         | 其他       | 混合雙打 | 何济霆 | 金牌   |
| 2016年 | 世界青年羽毛球錦標賽         | 其他       | 混合團體 | －     | 金牌   |
| 2016年 | 世界青年羽毛球錦標賽         | 其他       | 女子雙打 | 徐涯   | 銀牌   |
| 2016年 | 世界青年羽毛球錦標賽         | 其他       | 混合雙打 | 何济霆 | 金牌   |
| 2017年 | 中國羽毛球國際挑戰賽         | 國際挑戰賽 | 女子雙打 | 徐涯   | 冠軍   |
| 2017年 | 中國羽毛球國際挑戰賽         | 國際挑戰賽 | 混合雙打 | 韩呈恺 | 準決賽 |
| 2017年 | 中國羽毛球大師賽             | 黃金大獎賽 | 女子雙打 | 徐涯   | 準決賽 |
| 2017年 | 泰國羽毛球黃金大獎賽         | 黃金大獎賽 | 女子雙打 | 徐涯   | 準決賽 |
| 2017年 | 泰國羽毛球黃金大獎賽         | 黃金大獎賽 | 混合雙打 | 何济霆 | 冠軍   |
| 2017年 | 碧特博格羽毛球黃金大獎賽     | 黃金大獎賽 | 女子雙打 | 徐涯   | 準決賽 |
| 2017年 | 碧特博格羽毛球黃金大獎賽     | 黃金大獎賽 | 混合雙打 | 何济霆 | 冠軍   |
| 2017年 | 中國羽毛球首要超級賽         | 首要超級賽 | 女子雙打 | 李茵晖 | 準決賽 |
| 2018年 | 印度羽毛球公開賽             | 女子雙打   | 李茵晖   | 準決賽 |        |
| 2018年 | 印度羽毛球公開賽             | 女子雙打   | 混合雙打 | 何济霆 | 準決賽 |
| 2018年 | 亞洲羽毛球團體錦標賽         | 其他       | 女子團體 | －     | 銀牌   |
| 2018年 | 德國羽毛球公開賽             | 超級300賽  | 混合雙打 | 何济霆 | 準決賽 |
| 2018年 | 中國陵水羽毛球大師賽         | 超級100賽  | 女子雙打 | 李茵暉 | 冠軍   |
| 2018年 | 紐西蘭羽毛球公開賽           | 超級300賽  | 混合雙打 | 何济霆 | 準決賽 |
| 2018年 | 日本羽球公開賽               | 超級750賽  | 女子雙打 | 李茵暉 | 準決賽 |
| 2018年 | 韓國羽毛球公開賽             | 超級500賽  | 混合雙打 | 何濟霆 | 冠軍   |
| 2018年 | 中國福州羽毛球公開賽         | 超級750賽  | 混合雙打 | 何濟霆 | 準決賽 |
| 2018年 | 世界羽聯世界巡迴賽總決賽     | 總決賽     | 女子雙打 | 李茵暉 | 準決賽 |
| 2019年 | 德國羽毛球公開賽             | 超級300賽  | 女子雙打 | 李茵暉 | 冠軍   |
| 2019年 | 亞洲羽毛球混合團體錦標賽     | 其他       | 混合團體 | －     | 金牌   |
| 2019年 | 馬來西亞羽毛球公開賽         | 超級750賽  | 女子雙打 | 李茵暉 | 亞軍   |
| 2019年 | 亞洲羽毛球錦標賽             | 其他       | 混合雙打 | 何济霆 | 銀牌   |
| 2019年 | 蘇迪曼盃                     | 其他       | 混合團體 | －     | 金牌   |
| 2019年 | 泰國羽毛球公開賽             | 超級500賽  | 女子雙打 | 李茵暉 | 亞軍   |
| 2019年 | 世界羽毛球錦標賽             | 其他       | 女子雙打 | 李茵暉 | 銅牌   |
| 2019年 | 澳門羽球公開賽               | 超級300賽  | 女子雙打 | 李茵暉 | 冠軍   |
| 2019年 | 香港羽毛球公開賽             | 超級500賽  | 混合雙打 | 何济霆 | 亞軍   |
| 2020年 | 馬來西亞羽毛球大師賽         | 超級500賽  | 女子雙打 | 李茵暉 | 亞軍   |
| 2020年 | 全英羽毛球公開賽             | 超級1000賽 | 女子雙打 | 李茵暉 | 亞軍   |
| 2021年 | 蘇迪曼盃                     | 其他       | 混合團體 | －     | 金牌   |
| 2022年 | 韓國羽毛球大師賽             | 超級300賽  | 女子雙打 | 李汶妹 | 準決賽 |
| 2022年 | 亞洲羽毛球錦標賽             | 其他       | 女子雙打 | 李汶妹 | 銅牌   |
| 2022年 | 優霸盃                       | 其他       | 女子團體 | －     | 銀牌   |
| 2022年 | 新加坡羽毛球公開賽           | 超級500賽  | 女子雙打 | 李汶妹 | 準決賽 |
| 2023年 | 西班牙馬德里羽毛球大師賽     | 超級300賽  | 女子双打 | 陳芳卉 | 亞軍   |
| 2023年 | 夏季世界大學運動會羽毛球比賽 | 其他       | 混合團體 | －     | 銀牌   |
| 2023年 | 夏季世界大學運動會羽毛球比賽 | 其他       | 女子雙打 | 夏玉婷 | 銀牌   |

| 2007-2017年 | 首要超級賽 | 超級賽 | 黃金大獎賽 | 大獎賽 | 國際挑戰賽 | 國際系列賽 | 未來系列賽 | 其他 |

| 2018-2026年 | 總決賽 | 超級1000賽 | 超級750賽 | 超級500賽 | 超級300賽 | 超級100賽 | 國際挑戰賽 | 國際系列賽 | 未來系列賽 | 其他 |

### 世界冠軍頭銜
杜玥在羽毛球生涯中共奪得2項羽毛球世界冠軍頭銜。
| 賽事     | 奪冠次數 | 年份                                  |
| -------- | -------- | ------------------------------------- |
| 蘇迪曼盃 | 2        | 2019年（混合團體） 2021年（混合團體） |
| 總計     | 2        |                                       |

### 奧運會和世錦賽參賽紀錄
|          | 搭檔   | 2018 | 2019 | 2020 | 2022 |
| -------- | ------ | ---- | ---- | ---- | ---- |
| 女子雙打 | 李茵晖 | 16強 | 銅牌 | 8強  | －   |
| 女子雙打 | 李汶妹 | －   | －   | －   | 16強 |
|          |        |      |      |      |      |
| 混合雙打 | 何济霆 | 16強 | 32強 | －   | －   |